# 杜儿坪街道
杜儿坪街道，是中华人民共和国山西省太原市万柏林区下辖的一个乡镇级行政单位。

## 行政区划
杜儿坪街道下辖以下地区：
西园社区、河涝湾社区、虎胜街社区、虎峪街社区、煤源社区、河龙湾村、大虎峪村和小虎峪村。